# Прокофьева, Вера Николаевна
Вера Николаевна Прокофьева (1907—1987) — заслуженный мастер спорта СССР (хоккей с мячом, 1937).

## Карьера
В. Н. Прокофьева была первой хоккеисткой с мячом, удостоенной звания заслуженный мастер спорта СССР.
Её игровая карьера прошла в московских клубах, наиболее значимым из которых был «Буревестник».
После окончания игровой карьеры работала тренером в «Буревестнике».
Умерла в Москве 9 июня 1987 года, похоронена на Кунцевском кладбище Москвы.

## Достижения
- Обладатель Кубка СССР — 1937, 1938, 1939, 1940, 1941, 1946.
- Финалист Кубка СССР — 1945.
- Чемпион СССР — 1935 (в составе сборной ВЦСПС).
- Чемпион ВЦСПС — 1935.
- Обладатель Кубка ВЦСПС — 1940, 1945, 1949, 1951, 1952, 1953.
- Чемпион Москвы — 1935, 1937, 1938, 1940, 1941, 1942, 1944, 1947.
- Обладатель Кубка Москвы — 1940, 1941, 1942, 1946, 1947.